# Волостновский сельсовет
Волостновский сельсовет — муниципальное образование в Кугарчинском районе Башкортостана.
Административный центр — деревня Калдарово (до июля 2015 года — село Волостновка).

## История
Согласно Закону о границах, статусе и административных центрах муниципальных образований в Республике Башкортостан имеет статус сельского поселения.

## Население
| 2002  | 2009  | 2010  | 2012  | 2013  | 2014  | 2015  |
| ----- | ----- | ----- | ----- | ----- | ----- | ----- |
| 1348  | ↘1308 | ↘1191 | ↘1179 | ↘1155 | ↘1103 | ↘1087 |
| 2016  | 2017  | 2018  |       |       |       |       |
| ↘1068 | ↘1054 | ↘1025 |       |       |       |       |

## Состав сельского поселения
| № | Населённый пункт | Тип населённого пункта          | Население |
| - | ---------------- | ------------------------------- | --------- |
| 1 | Калдарово        | деревня, административный центр | ↘322      |
| 2 | Волостновка      | село                            | ↘423      |
| 3 | Тюлябаево        | деревня                         | ↘176      |
| 4 | Кадырово         | деревня                         | ↗127      |
| 5 | Алимгулово       | деревня                         | ↘103      |
| 6 | Новосапашево     | деревня                         | ↘37       |
| 7 | Ядгарово         | деревня                         | ↘3        |

## Известные уроженцы
- Ежов, Николай Герасимович (4 января 1922 — 1 марта 1945) — сержант Рабоче-крестьянской Красной армии, участник Великой Отечественной войны, Герой Советского Союза[13][14][15].